# Сагинтаев, Абдыр
Абдыр Сагинтаев, другой вариант имени — Абдир (каз. Әбдір Сағынтаев; 7 ноября 1921 год, село Ушарал — 12 февраля 1986 год, село Уч-Арал, Таласский район, Джамбулская область, Казахская ССР) — управляющий фермой каракулеводческого совхоза «Таласский» Министерства совхозов СССР, Таласский район Джамбулской области, Казахская ССР. Герой Социалистического Труда (1949). Депутат Верховного Совета СССР 6-го созыва.

## Биография
Родился в 1921 году в крестьянской семье в селе Ушарал. Трудовую деятельность начал в 1940 году. 14 июня 1941 года был призван на срочную службу в Красную Армию. Проходил военные курсы около Могилёва. Участвовал в Великой Отечественной войне. После ранения возвратился на родину. С 1943 по 1954 года — чабан, зоотехник, заведующий фермой каракулеводческого совхоза «Таласский» Таласского района. В 1948 году вступил в ВКП(б).
В 1948 году ферма, которой заведовал Абдыр Сагинтаев, получила до 80 % первосортного каракуля от общего количества сданной фермой шерсти. Указом Президиума Верховного Совета СССР от 1 декабря 1949 года удостоен звания Героя Социалистического Труда за «получение высокой продуктивности в животноводстве в 1948 году» с вручением ордена Ленина и золотой медали «Серп и Молот» (№ 4965).
Этим же указом званием Героя Социалистического Труда были награждены труженики совхоза «Таласский» старший ветеринарный врач Шарафий Губашевич Губашев, старший зоотехник Алексей Петрович Финаев, старшие чабаны Дюсембек Айдыбеков, Иманбек Амангельдиев, Аблямат Джуманбаев, Айтете Омаров, Касым Самбетов, Айтпай Шинасылов и Ештайбек Шомышбаев.
В 1956 году окончил зоотехникум. С 1957 по 1985 года — директор племенного овцеводческого совхоза. В 1967 году совхоз вырастил в среднем по 147 ягнят от ста овцематок и в 1982 году — по 126 ягнят от ста овцематок. За эти выдающиеся трудовые показатели награждён двумя орденами Ленина.
Избирался депутатом Верховного Совета СССР 6 -го созыва (1962—1966). В 1966—1971 года — член Ревизионной комиссии КПСС.
Скончался в 1986 году в селе Ушарал.
Награды
- Герой Социалистического Труда
- Орден Ленина — трижды (01.12.1949; 22.03.1966; 14.02.1975)
- Орден Отечественной войны 1 степени (11.03.1985)
- Орден Трудового Красного Знамени (08.04.1971)
- Орден Красной Звезды (06.08.1946)
- Орден «Знак Почёта» (29.03.1958)
- Заслуженный мастер животноводства Казахской ССР

## Семья
Сын — Бахытжан Сагинтаев, премьер-министр Казахстана в 2016—2019 годах.
С 28 июня 2019 года по 31 января 2022 г. — аким г. Алматы.